# Huile de Balanos
L'huile de Balanos est une huile végétale semi-sèche pressée à partir des graines de Balanites aegyptiaca ; elle était utilisée dans l'Égypte antique comme base pour les parfums.
Le fait que les parfums soient absorbés et retenus par les huiles et les graisses était déjà connu en Égypte, puis chez les Grecs et les Romains ; c'était la base de la parfumerie dans le monde antique, et c'est encore le principe d'une des méthodes modernes employées pour certains parfums de fleurs délicats.
L'huile de Balanos, obtenue à partir des graines du Balanites aegyptiaca, un arbre qui poussait autrefois en abondance en Égypte et qui est encore abondant au Soudan (où il est appelé heglig), est une huile inodore qui ne rancit pas facilement et qui convient donc parfaitement à la fabrication de parfums. Si l'on réchauffe l'huile de Balanos avec de la myrrhe, l'huile volatile de la myrrhe est absorbée par l'huile de Balanos fixe (non volatile), qui devient alors parfumée, et lorsque l'extraction est terminée, l'huile de Balanos parfumée peut être séparée du résidu épuisé et inutile par pression.
La composition en acides gras de l'huile de balanos est :
| Acide gras       | Pourcentage |
| ---------------- | ----------- |
| Acide palmitique | 12-17 %     |
| Acide stéarique  | 8-12 %      |
| Acide oléique    | 23-34 %     |
| Acide linoléique | 37-55 %     |